# Geschiedenis van Berlijn

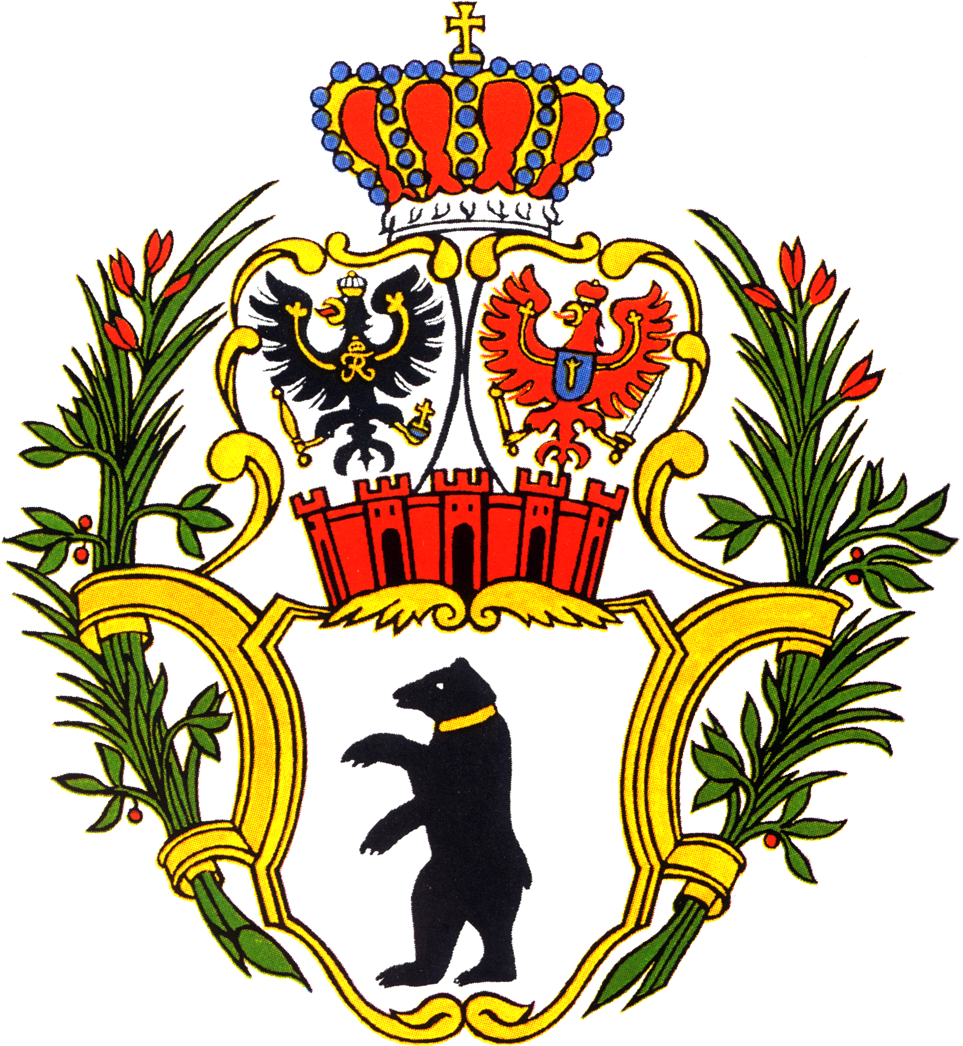
Het wapen van Berlijn, 1839

Dit artikel behandelt de geschiedenis van Berlijn, de hoofdstad van Duitsland. Berlijn is een relatief jonge stad, die pas in de 13e eeuw ontstaan is.

## Vroegste geschiedenis
Eigenlijk bestaat Berlijn uit twee steden. Rond 1230 hebben de graven Johan I en Otto III als markgraven van Brandenburg de stad Berlijn-Cölln gesticht. Helaas zijn de aktes van de stichting niet bewaard gebleven. De eerste keer dat ze genoemd worden is 1251 voor Berlijn en 1261 voor Cölln. In 1307 besloten de twee gemeenschappen samen te gaan en in 1400 hadden de plaatsen in totaal ongeveer 8000 inwoners.
Al vóór de stadsstichting moet er echter al bewoning geweest zijn: op de Petriplatz werden in 2008 resten van een eikenhouten balk gevonden, die in 1192 moet zijn gekapt.
De naam Berlijn is waarschijnlijk afkomstig van het Slavische woord berl, dat 'moeras' betekent. Cölln is afgeleid van Colonia. Hiermee kan kolonie van Berlijn bedoeld zijn, maar het zou ook een herinnering van de eerste bewoners aan hun stad van herkomst kunnen zijn, namelijk Keulen.
De plaats waar de stad ontstond was een logische alsook belangrijke. De rivier de Spree was hier doorwaadbaar. Tevens kruisten hier de wegen van de Elbe naar de Oder en die van Bohemen naar Saksen. Dicht bij de kruising van de wegen en het water ontstonden enkele markten, te weten de Molkenmarkt, Alte Markt en de Cöllnische Fischmarkt. De laatste wijkt qua vorm af van de andere markten en is driehoekig van vorm.
Voor de aanleg van de straten moet gekeken worden naar het omliggende landschap. Rond de eerste nederzetting waren drie duinen bepalend: de Nikolaidüne, de Mariendüne en de Rathausdüne. Rond en aan de voet van deze duinen werden de Post- und Heilige-Geiststraße, de Spandauerstraße, de Judenstraße, de Hohe Steinweg en de Klosterstraße aangelegd. Op de drie duinen werden het Rathaus, de Nikolaikirche en de Marienkirche gebouwd.
De eerste stadsmuren werden min of meer evenwijdig aan genoemde straten gebouwd, met dien verstande dat wel enige ruimte voor toekomstige bebouwing werd opengelaten, een vroeg bewijs van stadsplanning.
Rond de stadsmuren liep een dubbele gracht met een wal ertussen. Op die wal ligt onder andere de huidige Neue Friedrichstraße. Een klein deel van de stadmuren is nu nog te vinden tussen de Klosterkirche en de Stralauer Tor.
De stadsmuren van Cölln begonnen aan de overzijde van de rivier op dezelfde plaats als die rond Berlijn, zo rond de Paddenstraße. In de Spree werd de doorgang door middel van houten palen afgesloten zodat de stadsmuren van beide stadsdelen min of meer met elkaar verbonden waren over het water. Schepen konden de stad van beide kanten bereiken via een smalle doorgang tussen de houten palen. De doorgang werd afgesloten met een vroege uitvoering van de slagboom. De stenen muren waren versterkt met torens, halve torens en dergelijke. Belangrijke namen van poorten zijn Konigstor (voorheen Oderberger of Georgentor), Stralauer Tor, Spandauer Tor, Kopenicker Tor en Gertraudten Tor. Al deze poorten lagen aan een kruispunt van straten zodat de stad over de weg vanuit alle windrichtingen bereikt kon worden.
In Cölln werden de eerste straten aangelegd zoals Breitestraße, Brüderstraße en de Fischerstraße. Ook Cölln was tegen een duin aan gebouwd maar was in omvang kleiner dan Berlijn.

## Middeleeuwen en Vroegmoderne Tijd

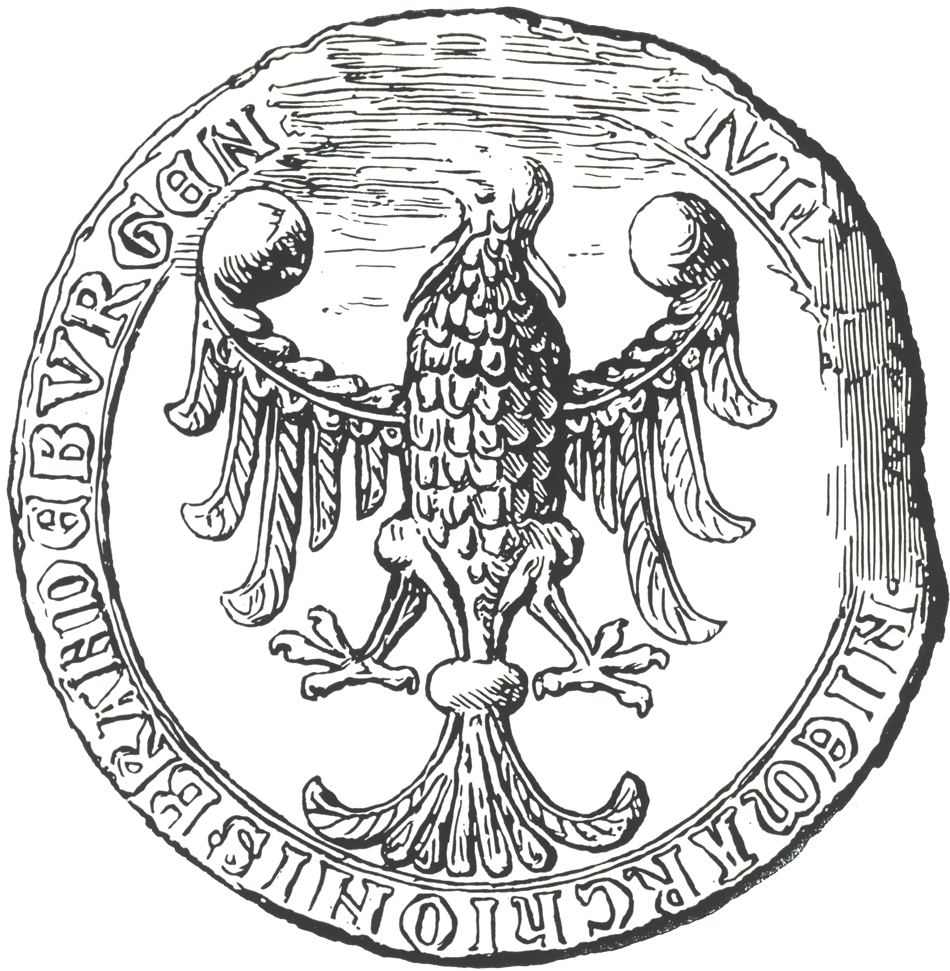
Stadszegel van Cölln uit 1334

Beide stadsdelen sloten in 1307 een verdrag tot betere en verdergaande samenwerking, maar beide delen behielden een aparte bestuursraad. De nauwe samenwerking was bittere noodzaak in de roerige tijden die volgden. De stad werd nu als eenheid gezien en vormde een stevig bolwerk in de tijd dat nieuwe heersers uit onder andere Beieren hun oog op Berlijn-Cölln hadden laten vallen. Dorpen in het noorden en zuiden van de stad werden opgekocht en bij de stad gevoegd en Berlijn-Cölln werd een Hanzestad.
Rond die tijd kwam de provincie waarin de stad lag onder invloed van Frederik van Hohenzollern, burggraaf van Neurenberg. De stad zelf bleef zelfstandig, maar in 1448 - na een beleg van 6 jaar - werd Berlijn-Cölln door keurvorst Frederik II bij zijn rijk gevoegd en verloor de stad uiteindelijk zijn zelfstandigheid. Frederik II bouwde zijn paleis in Cölln en maakte de stad residentie van de Hohenzollerns, die hierna een grote invloed kregen op de verdere ontwikkeling van de stad.
Uit de periode voor 1650 is nagenoeg niets aan woonhuizen bewaard gebleven, behoudens enkele gewelven. Oorzaak hiervan zijn de grote branden van 1282, 1380, 1484 en 1581, waarbij nagenoeg de gehele stad tot de grond afbrandde. Na die branden werden wel de kerken herbouwd, doch in de op dat moment heersende bouwstijl. Ook het Rathaus is meerdere malen herbouwd, maar waarschijnlijk niet op dezelfde plaats als het oorspronkelijke. Vanaf ongeveer 1650 werd, onder aanvoering van de Grote Keurvorst Frederik Willem, begonnen met bouwen in steen met het oog op de allesvernietigende branden.
Keurvorst Frederik Willem heeft veel betekend voor de stad Berlijn. Toen hij in 1640 de regering op zich nam was de stad (evenals de staat Brandenburg) een enorme puinhoop. De vorst was slechts 20 jaar oud, maar juist zijn energie, zijn kunde en zijn organisatietalent hebben de problemen helpen overwinnen. Naast de financiën van de staat en de stad, was ook de verdediging van Berlin Cölln een probleem. De tijd voor het geknoei van zijn voorgangers was echter voorbij. De redder van Brandenburg was opgestaan.

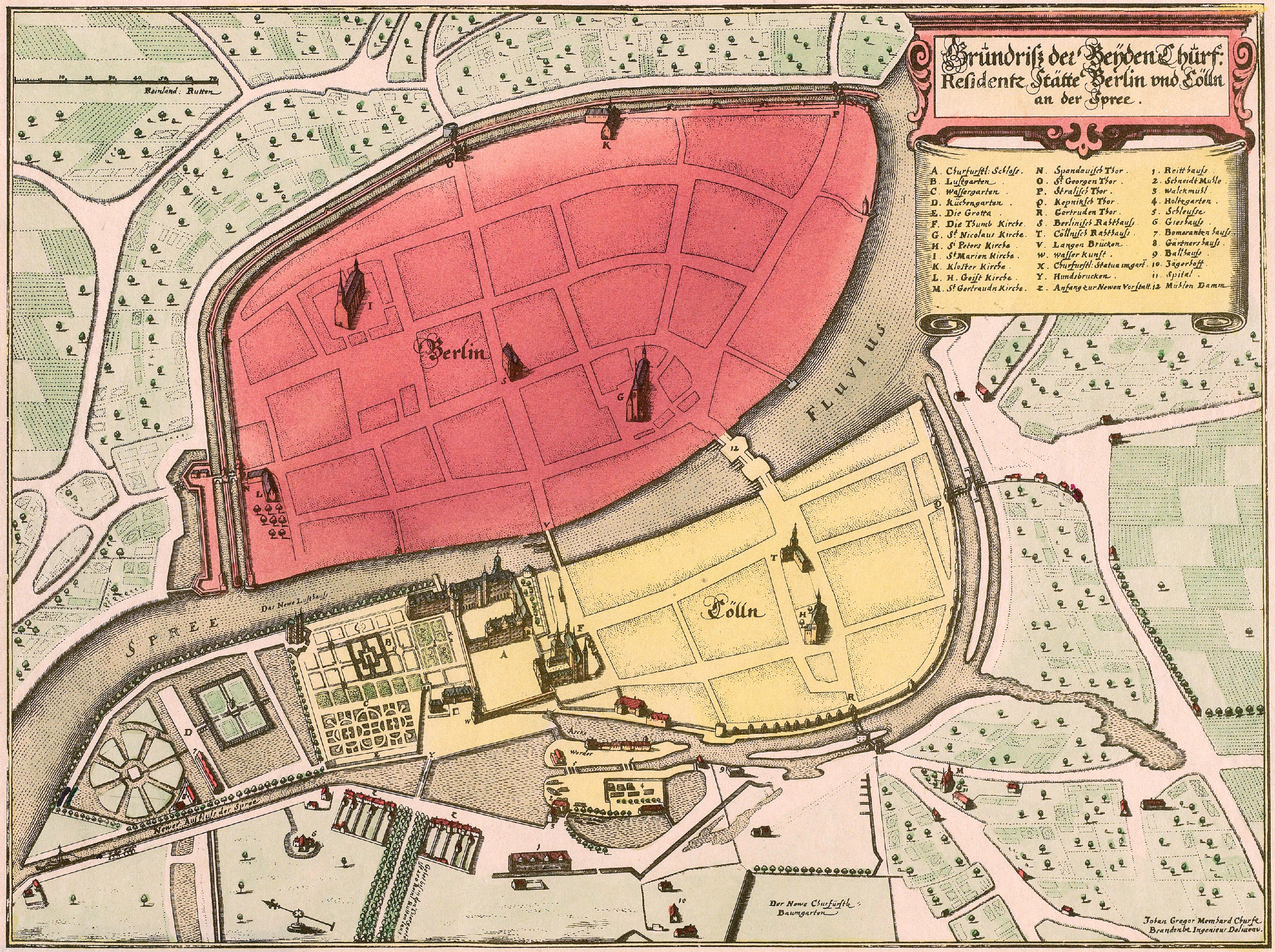
Kaart van Berlijn en Cölln (1652)

Gedurende de Dertigjarige Oorlog bleek dat de staat militair gezien geen vuist kon maken. De vorst vond dat het tijd was dat de vijanden van Brandenburg weer respect kregen voor de staat. Om dit te bereiken pakte hij als eerste de verdedigingswerken rond Berlijn-Cölln aan. De nieuwe stadsmuren strekten zich in Berlijn uit van de huidige Neuen Friedrichstraße tot aan de Alexanderplatz. Ook grachten werden gegraven waarbij veel grond in de stad werd opgeofferd en vele bedrijven cq. werkplaatsen werden verplaatst. Ook aan de zijde van Cölln werd een gracht gegraven die tevens dienstdeed als scheepvaartkanaal. Meer dan 60 huizen en gebouwen weken voor deze verdedigingswerken, toen deze vanaf 1658 werden aangelegd. Vanaf 1660 werden de werkzaamheden aan de kant van Cölln gestart en pas in 1683 was de vesting gereed met de bouw van de Leipziger Tor. Bouwmeesters Memhardt en Nehring bouwden de verdedigingswerken, die bestonden uit 13 bastions verbonden door 8 meter hoge muren. Aan de zijde van Cölln werd ook buiten de stad aan de vesting gebouwd, hoewel de grond erg moerassig was. De muren liepen daar van Unter den Linden over de huidige Behren-Straße en bogen naar het noorden af richting de Spree. De Spandauer en Köpernicker Tor konden niet in hun oorspronkelijke vorm blijven met het oog op de nieuwe vesting, anderen werden zo veel mogelijk in de vestingwerken opgenomen.
Om de vesting heen liepen grachten die pas laat in de 19e eeuw zijn gedempt. Straatnamen als Am Festungsgraben, Am Königsgraben, en Am Zwirngraben herinneren hier nog aan. Waterhuishouding in deze grachten geschiedde met sluizen aan de kant van de Spree. Nadeel van deze grachten was dat de Spree aan stroomsnelheid en daardoor aan diepte verloor zodat zandige oevers ontstonden.
De oude middeleeuwse stadsmuur in Cölln werd afgebroken. De muur in Berlin bleef bewaard, maar diende geen enkel doel meer. Daarentegen werd de stadsgracht in Berlijn gedempt terwijl die in Cölln open bleef aangezien deze voor het scheepvaartverkeer onontbeerlijk was.
Om de stad heen waren moerasgebieden, zogeheten Werder, drooggelegd en onder keurvorst Frederik Willem begon men met de bebouwing ervan. De wijk kreeg de naam Friedrichswerder en een van de eerste bewoners was de bouwmeester Memhardt. De bouw begon vanaf de Spittelmarkt en de eerste straten waren de Hauptstraße, de Kurstraße en de Leipziger Straße lopend vanaf de gelijknamige poort en tevens de enige verbinding met de stad Cölln. Rond 1700 waren er al scholen, een stadhuis, een markt en een kerk die een omgebouwde stal was. Tevens was in Friedrichswerder een haven, Neucölln am Wasser.

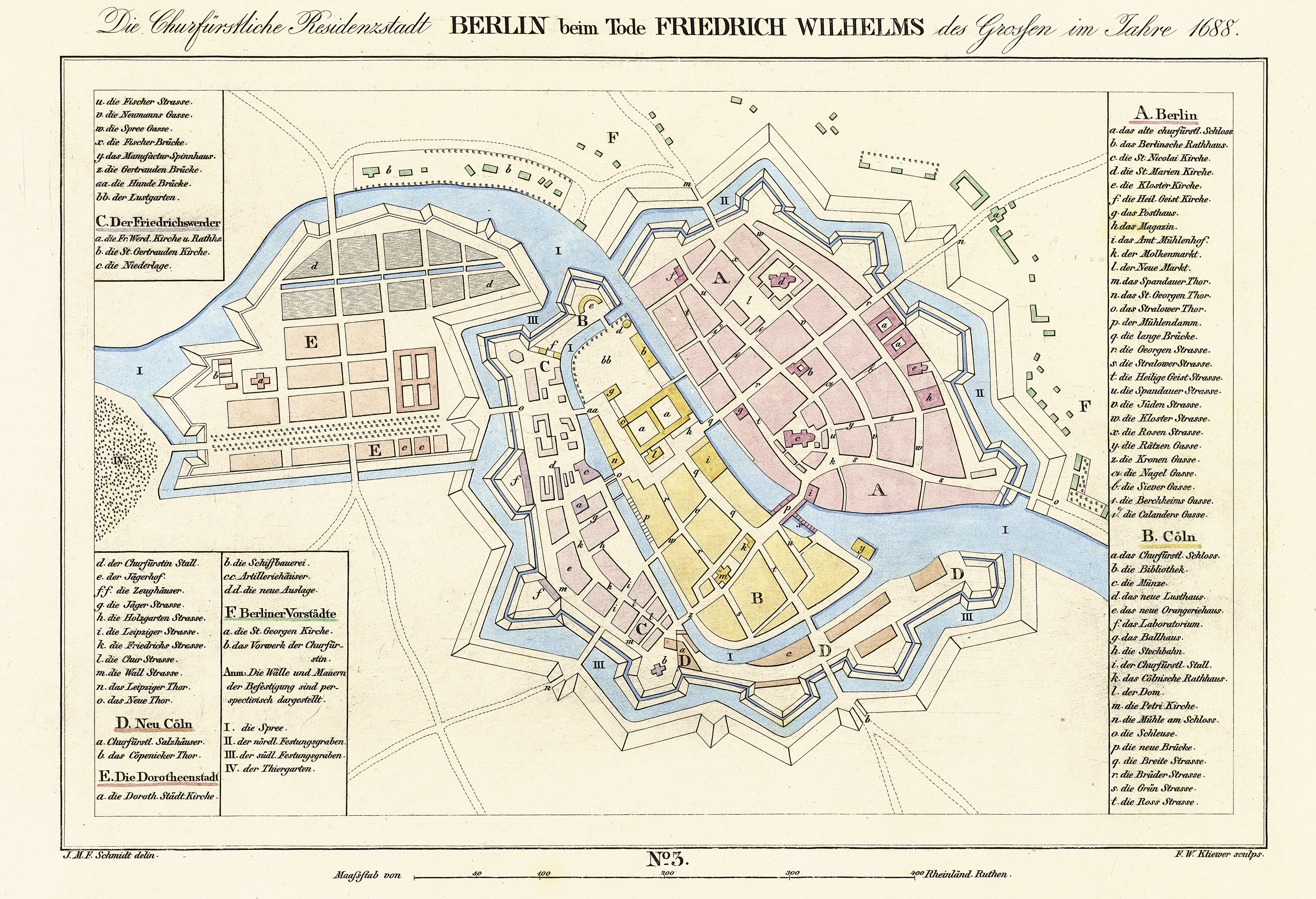
Berlijn rond 1688

Een tweede uitbreiding werd gevormd door Dorotheenstadt, genoemd naar de tweede echtgenote van de keurvorst Dorothea. De bevolking had de wens geuit om tussen de Spree en de Linden percelen te kunnen bebouwen. Dorothea had aldaar een dierentuin gepland maar de grond was daarvoor niet geschikt en het gebied werd als bouwgrond bestemd. Ook het weidegebied langs de Spree, grenzend aan bovenbedoeld stuk, werd in het bebouwingsplan betrokken als Neue Auslage. Straten als Charlottenstraße en Dammstraße (sinds 1786 de Friedrichstraße) werden aangelegd waarmee een verbinding werd gemaakt met de wijk Spandau. Frederik Willem liet een scheepswerf aanleggen en de Dorotheenstädtische Kirche werd in 1687 gebouwd.
De derde uitbreiding heette Friedrichstadt, een gebied tussen de Behrenstraße, Schützenstraße en de nieuwe stadsmuur, bekendstaand onder de naam Cöllner Sommerfeld. Het gebied werd in 1681 echter bij Dorotheenstadt getrokken maar niet bebouwd. Pas onder de zoon van de keurvorst, koning Frederik I werd het land gekocht van de akkerbouwers. Het akkerland werd in vierkante blokken verdeeld voor bebouwing. Alhoewel de bouwers veel privileges kregen moesten ze volgens vastgelegde bouwtekeningen van Nehring bouwen. In 1695 namen Behr (Behrenstraße) en Grünberg de leiding over het nieuwbouw project over. Hoofdstraten werden de Friedrichstraße en de Leipziger Straße, aansluitend op die in de andere uitbreidingen. Zijstraten als Kronenstraße, Mohrenstraße, Taubenstraße en Jägerstraße werden aangelegd en de Charlottenstraße vormde de verbinding met Dorotheenstadt. Pleinen als Friedrichstadtische Markt (Gendarmenmarkt) en de Grosse Markt (Dönhoffplatz) verschenen.
Niet alleen binnen de stadsmuren werd gebouwd, ook daarbuiten door het snel toenemende aantal inwoners. Zo ontstonden de voorsteden met name bij Spandau en bij de Köpernicker Tor.

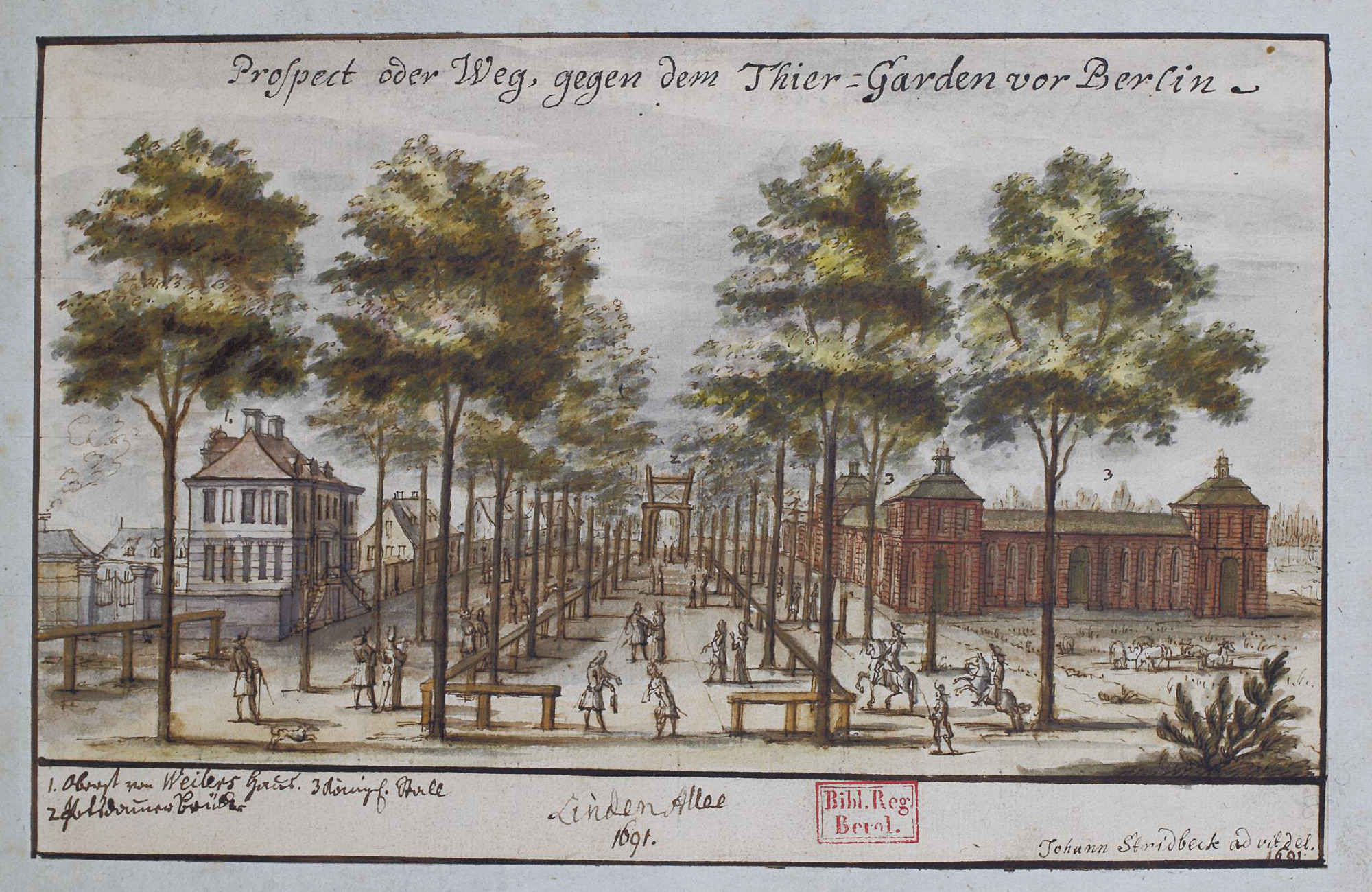
De straat Unter den Linden aan het eind van de 17e eeuw

De beroemdste straat in Berlijn werd reeds in 1647 ontworpen. Om een betere verbinding met de Tiergarten te bewerkstelligen werd vanaf de Hundebrücke een laan aangelegd met zes rijen linde- en notenbomen, Unter den Linden. Echter door de aanleg van de vestingwerken werd de laan in 1673 naar zijn huidige vorm verlegd.
In 1695 werd hier bij de Hundebrücke het Arsenal gebouwd, waarschijnlijk door meerdere architecten, waaronder Nehring en Grünberg.
In de nabijheid van zijn paleis liet de keurvorst een tuin aanleggen naar Nederlands voorbeeld met beelden volgens antiek voorbeeld. Zijn lijfarts liet een botanische tuin aanleggen waarin de eerste aardappelen verbouwd werden. Om de tuinen heen werden een aantal prachtige gebouwen opgetrokken zoals het Pomeranzhaus, de Schlossapotheke en een groot bibliotheekgebouw. Het laatste werd nooit voltooid, de bibliotheek kwam in de Schlossapotheke.
Onder koning Frederik de Grote werd de stad uitgebreid met woningen voor de vele metselaars en timmerlieden uit Saksen die daarvoor na hun arbeid teruggingen naar hun eigen steden en daardoor hun verdiende geld niet in Berlijn uitgaven.
Voorts heeft de koning zich voornamelijk toegelegd op de verfraaien van de reeds aanwezige bruggen en Unter den Linden. Vanaf de Schloßbrücke tot aan het begin van de laan moest een enorm plein aangelegd worden, Forum Friedericianum maar door een oorlog en de kosten ervan werd slechts een veel kleiner plein verwezenlijkt. De Brandenburger Tor is het resultaat ervan alhoewel dit oorspronkelijk een ander ontwerp was dan het huidige, namelijk een eenvoudige barokke poort geheel in de stijl van de Soldatenkoning. De omgeving was voor de Berlijners een geliefde wandelplaats, met name de Kurfürstenallee. De huidige Brandenburger Tor dateert van 1791, een ontwerp van Langhans naar klassiek Grieks voorbeeld. Veel groter dan de eerste Tor moest de nieuwe het idee geven van het betreden van een tempel als de Akropolis.
Tussen 1819 en 1840 groeide het inwonertal van 201.000 tot 328.000 en nieuwe huizen waren derhalve nodig. Binnen de stadsmuren waren nog enkele onbebouwde stukken die nu rap volgebouwd werden om al de nieuwkomers te kunnen huisvesten. De aanwezige weides werden hiertoe opgeofferd in het noordoosten en zuidwesten. Het plan voor de wijk Köpenicker Feld ontstond reeds in 1825 maar werd pas in 1840 verwezenlijkt wegens geldgebrek om de landbouwers uit te kopen en schadeloos te stellen. De oude, reeds aanwezige straten bleven behouden maar de nieuwe aangelegde straten werden volgens bouwplan zodanig aangelegd dat er vierkante stukken bouwgrond ontstonden, diagonaal doorsneden door de oude straten.

## Berlijnse Muur

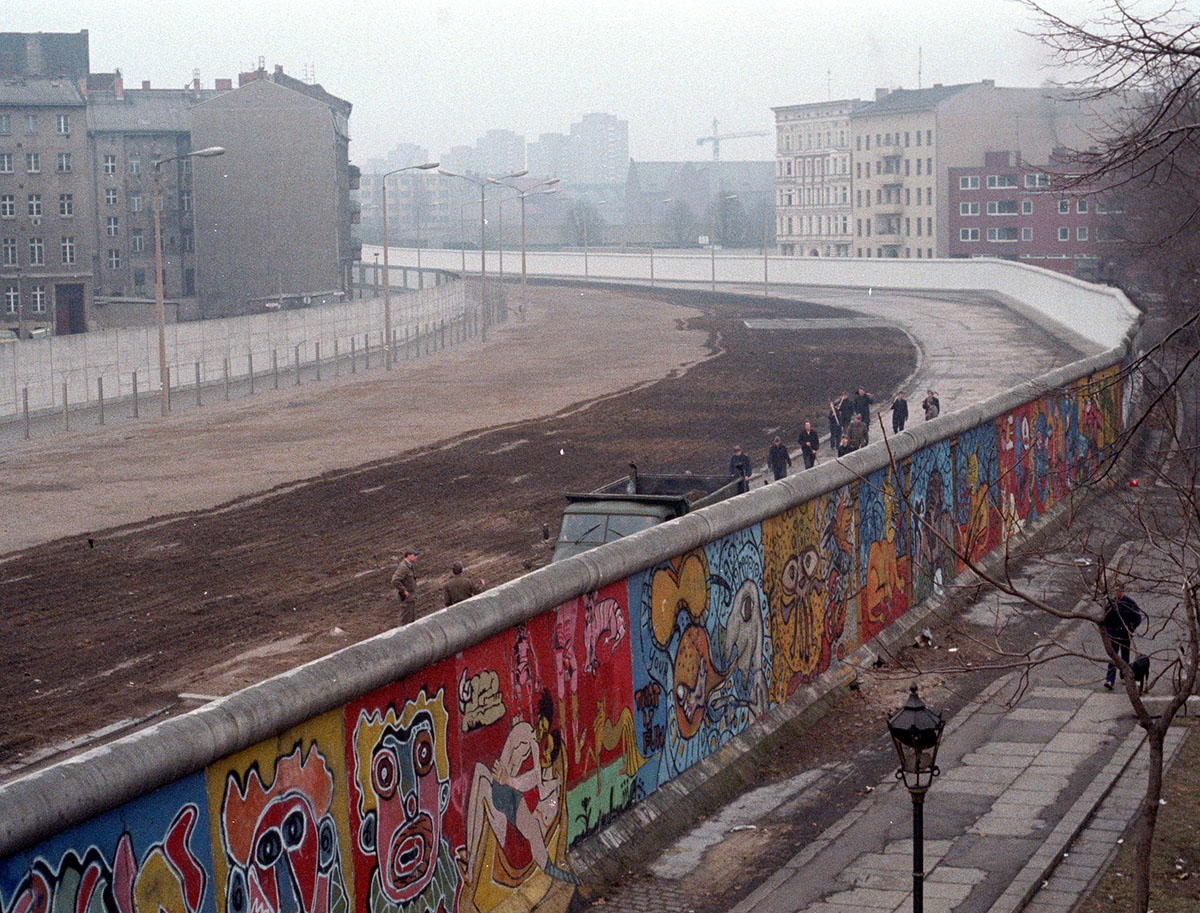
De Berlijnse Muur

De Berlijnse Muur scheidde vanaf 13 augustus 1961 West- en Oost-Berlijn van elkaar. De Berlijnse Muur was 45,3 km lang en een onderdeel van de Duits-Duitse grens. De Berlijnse Muur was het bekendste symbool van de Koude Oorlog en de deling van Duitsland. Tijdens vluchtacties bij de Berlijnse Muur zijn ongeveer tweehonderd mensen om het leven gekomen.
De grandeur van de stad Berlijn verdween met de bouw van de muur en demping van de grachten in de decennia hier voorafgaand. De opdeling van de stad in Oost en West had grote gevolgen voor de ontwikkeling en wederopbouw, vooral het gebrek eraan in het DDR-gedeelte.

## Na de val van de Muur
Op 9 november 1989 viel de Muur. Pas na de val van de Muur in 1989 kwam de ontwikkeling in Oost-Berlijn op gang. De stad zocht naar de sfeer van de jaren twintig, voor de Tweede Wereldoorlog. De stad was een bruisende metropool in die dagen, met een gevarieerd uitgaansleven waar plaats was voor uitbundig theater en experimentele cinematografie. Zo maakte Fritz Lang in 1927 in de Babelberg Studios in Potsdam de duurste film van zijn tijd, Metropolis.

Verschillende ontwerpers hebben geprobeerd de sfeer te creëren met de vierkante woonblokken met binnenplaats langs de Friedrichstraße. De binnenplaatsen waren indertijd een centrum van leven en dat is getracht terug te krijgen met wisselend succes.
Amsterdam · Andorra la Vella · Athene · Belgrado · Berlijn · Bern · Boedapest · Boekarest · Bratislava · Brussel · Chisinau · Dublin · Helsinki · Kiev · Kopenhagen · Ljubljana · Londen · Lissabon · Luxemburg · Madrid · Minsk · Monaco · Moskou · Nicosia · Oslo · Parijs · Podgorica · Praag · Pristina · Reykjavik · Riga · Rome · San Marino · Sarajevo · Skopje · Sofia · Stockholm · Tallinn · Tirana · Valletta · Vaticaanstad · Vaduz · Vilnius · Warschau · Wenen · Zagreb